# فهرست استان‌های کره شمالی
استان‌ها تقسیمات اداری سطح اول در کره شمالی هستند. در این کشور ۹ استان وجود دارد:
چاگانگ، استان هامگیونگ شمالی، استان هامگیونگ جنوبی، استان هوانگهائه شمالی، استان هوانگهائه جنوبی، استان کانگوون، استان پیونگان شمالی، استان پیونگان جنوبی و استان ریانگ‌گانگ.

## فهرست استان‌ها
| پیونگ‌یانگ راسون نامپو استان پیونگان جنوبی استان هوانگهه شمالی استان هوانگهه جنوبی استان کانگوون استان هامگیونگ جنوبی استان هامگیونگ شمالی استان ریانگ‌گانگ استان جاگانگ استان پیونگان شمالیجمهوری خلق چین کره جنوبیدریای زرد Korea Bay دریای ژاپن | استان                         | کره‌ای                  | مرکز      | مساحت کیلومتر مربع | جمعیت (۲۰۰۸) | تراکم جمعیت |
| پیونگ‌یانگ راسون نامپو استان پیونگان جنوبی استان هوانگهه شمالی استان هوانگهه جنوبی استان کانگوون استان هامگیونگ جنوبی استان هامگیونگ شمالی استان ریانگ‌گانگ استان جاگانگ استان پیونگان شمالیجمهوری خلق چین کره جنوبیدریای زرد Korea Bay دریای ژاپن | پیونگان جنوبی                 | 평안남도; 平安南道     | پیونگسونگ | ۱۲٬۳۳۰             | ۴٬۰۵۱٬۶۹۶    |             |
| پیونگ‌یانگ راسون نامپو استان پیونگان جنوبی استان هوانگهه شمالی استان هوانگهه جنوبی استان کانگوون استان هامگیونگ جنوبی استان هامگیونگ شمالی استان ریانگ‌گانگ استان جاگانگ استان پیونگان شمالیجمهوری خلق چین کره جنوبیدریای زرد Korea Bay دریای ژاپن | پیونگان شمالی                 | 평안북도; 平安北道     | شینویجو   | ۱۲٬۱۹۱             | ۲٬۷۲۸٬۶۶۲    |             |
| پیونگ‌یانگ راسون نامپو استان پیونگان جنوبی استان هوانگهه شمالی استان هوانگهه جنوبی استان کانگوون استان هامگیونگ جنوبی استان هامگیونگ شمالی استان ریانگ‌گانگ استان جاگانگ استان پیونگان شمالیجمهوری خلق چین کره جنوبیدریای زرد Korea Bay دریای ژاپن | جاگانگ                        | 자강도; 慈江道         | گانگیه    | ۱۶٬۶۱۳             | ۱٬۲۹۹٬۸۳۰    |             |
| پیونگ‌یانگ راسون نامپو استان پیونگان جنوبی استان هوانگهه شمالی استان هوانگهه جنوبی استان کانگوون استان هامگیونگ جنوبی استان هامگیونگ شمالی استان ریانگ‌گانگ استان جاگانگ استان پیونگان شمالیجمهوری خلق چین کره جنوبیدریای زرد Korea Bay دریای ژاپن | گانگوون                       | 강원도; 江原道         | وون‌سان    | ۱۱٬۲۵۵             | ۱٬۴۷۷٬۵۸۲    |             |
| پیونگ‌یانگ راسون نامپو استان پیونگان جنوبی استان هوانگهه شمالی استان هوانگهه جنوبی استان کانگوون استان هامگیونگ جنوبی استان هامگیونگ شمالی استان ریانگ‌گانگ استان جاگانگ استان پیونگان شمالیجمهوری خلق چین کره جنوبیدریای زرد Korea Bay دریای ژاپن | هامگیونگ جنوبی                | 함경남도; 咸鏡南道     | هامهونگ   | ۱۸٬۹۷۰             | ۳٬۰۶۶٬۰۱۳    |             |
| پیونگ‌یانگ راسون نامپو استان پیونگان جنوبی استان هوانگهه شمالی استان هوانگهه جنوبی استان کانگوون استان هامگیونگ جنوبی استان هامگیونگ شمالی استان ریانگ‌گانگ استان جاگانگ استان پیونگان شمالیجمهوری خلق چین کره جنوبیدریای زرد Korea Bay دریای ژاپن | هامگیونگ شمالی                | 함경북도; 咸鏡北道     | چونگجین   | ۲۰٬۳۴۵             | ۲٬۳۲۷٬۳۶۲    |             |
| پیونگ‌یانگ راسون نامپو استان پیونگان جنوبی استان هوانگهه شمالی استان هوانگهه جنوبی استان کانگوون استان هامگیونگ جنوبی استان هامگیونگ شمالی استان ریانگ‌گانگ استان جاگانگ استان پیونگان شمالیجمهوری خلق چین کره جنوبیدریای زرد Korea Bay دریای ژاپن | هوانگهه جنوبی                 | 황해남도; 黃海南道     | هائجو     | ۸٬۴۵۰              | ۲٬۳۱۰٬۴۸۵    |             |
| پیونگ‌یانگ راسون نامپو استان پیونگان جنوبی استان هوانگهه شمالی استان هوانگهه جنوبی استان کانگوون استان هامگیونگ جنوبی استان هامگیونگ شمالی استان ریانگ‌گانگ استان جاگانگ استان پیونگان شمالیجمهوری خلق چین کره جنوبیدریای زرد Korea Bay دریای ژاپن | هوانگهه شمالی                 | 황해북도; 黃海北道     | ساریوون   | ۸٬۱۵۴              | ۲٬۱۱۳٬۶۷۲    |             |
| پیونگ‌یانگ راسون نامپو استان پیونگان جنوبی استان هوانگهه شمالی استان هوانگهه جنوبی استان کانگوون استان هامگیونگ جنوبی استان هامگیونگ شمالی استان ریانگ‌گانگ استان جاگانگ استان پیونگان شمالیجمهوری خلق چین کره جنوبیدریای زرد Korea Bay دریای ژاپن | ریانگانگ                      | 량강도; 兩江道         | هیسان     | ۱۴٬۳۱۷             | ۷۱۹٬۲۶۹      |             |
| پیونگ‌یانگ راسون نامپو استان پیونگان جنوبی استان هوانگهه شمالی استان هوانگهه جنوبی استان کانگوون استان هامگیونگ جنوبی استان هامگیونگ شمالی استان ریانگ‌گانگ استان جاگانگ استان پیونگان شمالیجمهوری خلق چین کره جنوبیدریای زرد Korea Bay دریای ژاپن | شهر تابع مستیم دولت پیونگ‌یانگ | 평양직할시; 平壤直轄市 |           |                    |              |             |
| پیونگ‌یانگ راسون نامپو استان پیونگان جنوبی استان هوانگهه شمالی استان هوانگهه جنوبی استان کانگوون استان هامگیونگ جنوبی استان هامگیونگ شمالی استان ریانگ‌گانگ استان جاگانگ استان پیونگان شمالیجمهوری خلق چین کره جنوبیدریای زرد Korea Bay دریای ژاپن | شهر ویژه نامپو                | 남포특별시; 南浦特別市 |           |                    |              |             |
| پیونگ‌یانگ راسون نامپو استان پیونگان جنوبی استان هوانگهه شمالی استان هوانگهه جنوبی استان کانگوون استان هامگیونگ جنوبی استان هامگیونگ شمالی استان ریانگ‌گانگ استان جاگانگ استان پیونگان شمالیجمهوری خلق چین کره جنوبیدریای زرد Korea Bay دریای ژاپن | شهر ویژه راسون                | 라선특별시; 羅先特別市 |           |                    |              |             |
| پیونگ‌یانگ راسون نامپو استان پیونگان جنوبی استان هوانگهه شمالی استان هوانگهه جنوبی استان کانگوون استان هامگیونگ جنوبی استان هامگیونگ شمالی استان ریانگ‌گانگ استان جاگانگ استان پیونگان شمالیجمهوری خلق چین کره جنوبیدریای زرد Korea Bay دریای ژاپن | شهر ویژه که‌سونگ               | 개성특별시; 開城特別市 |           | ۱٬۳۱۲              | ۳۰۸٬۴۴۰      |             |